# 이현주 (성우)
이현주(1976년 2월 16일 ~ )는 대한민국의 성우이다. 1997년~1998년까지 대교방송 3기 공채 성우로 입사하여 활동했다가 1999년 KBS 27기 공채 성우로 재데뷔했다.

## 주요 출연작품

### 애니메이션
- 갤럭시 키즈 (KBS) - 코스모
- 건퍼레이드 오케스트라(애니맥스) - 타노우에 유카리
- 기상천외 오드패밀리(KBS) - 해피
- 꼬꼬마 꿈동산(KBS) - 오믈리부 두비
- 꼬마산타 니콜라스(EBS)
- 꼬마신선 타오(KBS) - 무무
- 내 사랑 미운 오리새끼(KBS) - 어글리
- 네티비(KBS) - 미키니 / 슬립귄
- 다오배찌 붐힐대소동(KBS) - 모스
- 카트라이더 동요 탐험대 - 모스
- 데스노트(애니원) - 에리코
- 난다 난다 니얀다(재능TV) - 봉봉, 테르테르, 모모, 키키루
- 도라에몽(대원방송) - 비실이, 순이음 (이슬이 엄마)
- 떴다! 트레이시(어린이TV) - 아델
- 라라의 스타일기(KBS) - 나봉, 나혜리, 캐리 갈렌드
- 러브 in 러브(챔프, 애니원) - 백여우
- 마술사 오펜(애니맥스) - 티시티니
- 마술사 오펜 리벤지(애니맥스) - 레키레
- 마하특급 델타트레인(KBS) - 장한솔
- 만능 수리공 매니(KBS) - 스트레치
- 맑음 때때로 뿌이뿌이(애니원) - 공뭉개
- 메다로트(챔프) - 나수빈
- 배트맨 : 조커의 귀환(카툰네트워크) - 바바라 / 배트걸
- 버블버블 마린(EBS) - 마린
- 사이보그 009(애니맥스) - 001(이반 위스키) / 정령2 / 어린 아이2 / 비너
- 사쿠라대전 앵화현란 OVA(애니박스) - 코우란
- 스트라토스4(애니맥스)
- 아이들의 장난감(애니원) - 지우 / 선미 / 아줌마
- 안달루시아의 여름(애니맥스) - 카르멘
- 알록달록 크레용(KBS) - 뽀
- 애플캔디걸(KBS) - 위티
- 요리킹 조리킹(KBS) - 쵸키
- 원피스(KBS) - 어린 상디
- 제비뽑기 언밸런스 OVA(애니맥스) - 카미샤쿠지이 렌코
- 지구 소녀 아르주나(애니원) - 주나 엄마
- 쫑아는 사춘기(어린이TV)
- 최강합체 믹스마스터(KBS) - 미르
- 쿠션키즈(애니원) - 똑똑이
- 티니 와일드(KBS) - 마리
- 파워퍼프걸Z(카툰네트워크)
- 피규어 17(챔프) - 재희
- 피치피치핏치(챔프) - 미미
- 헌터X헌터 리메이크(애니맥스) - 알선인 / 파크노다 / 페이탄
- Angel Beats! - 오토나시 할머니
- S.A 스페셜 에이(애니맥스) - 토도 아키라

### 극장용 애니메이션
- 극장판 도라에몽: 신 진구의 버스 오브 재팬 - 호네가와 스네오(비실이)
- 도라에몽 극장판 - 호네가와 스네오(비실이), 순이음 (이슬이 엄마)
- 도라에몽 극장판 - 2112년 도라에몽의 탄생 - 실이로봇
- 센과 치히로의 행방불명 - 보우
- 시간을 달리는 소녀 - 엄마
- 천년여우 여우비 - 말썽요
- 너의 이름은. - 미야미즈 후타하

### 영화
- 결혼하고도 싱글로 남는 법(KBS) - 엠마 (샤를로뜨 갱스부르)
- 남자의 세계(KBS)
- 너티 프로페서(KBS)
- 닥터 T(KBS) - 코니 (타라 레이드)
- 달은 어디에 떠 있는가(KBS)
- 디 아이 2(SBS)
- 딥 임팩트(SBS) - 새라 (릴리 소비에스키)
- 라카와나 블루스(KBS) - 어린 루벤 / 루벤 주니어 (오마르 벤자민)
- 런어웨이 브라이드(KBS)
- 마이 러브(KBS) - 페블스 외
- 뮌헨(KBS) - 지넷 (마리-조지 크로즈) 외
- 밀리언즈(KBS) - 데미안 (알렉스 에텔)
- 박사가 사랑한 수식(KBS) - 어린 선생(사이토 류세이)
- 버추얼 웨폰(KBS) - 애군(자오웨이)
- 보이스 앤 걸즈(KBS)
- 블래스트(SBS)
- 비밀 투표(KBS) - 선거관리원
- 비커밍 제인(KBS) - 루시 (제시카 애쉬워스)
- 사랑은 방울방울(KBS) - 여자
- 사랑해, 파리(KBS) - 클레어(뤼디빈 사니에) / 저스틴(마틴 콤베스)
- 사소한 이야기들(KBS) - 친구
- 스텝맘(KBS) - 의사(린 휘트필드)
- 아이들의 훈장(KBS) - 방창창 (동보원)
- 애널라이즈 댓(SBS) - 쉴라(도나마리 레코)
- 에너미 오브 스테이트(SBS)
- 영광의 대가(KBS) - 마리에라
- 원스 어폰 어 타임 인 멕시코(SBS) - 아헤드레즈 (에바 멘데스)
- 인생은 아름다워 (KBS) - 엘레노라(카를로타 망기온)
- 지옥의 묵시록 : 리덕스(KBS)
- 책상 서랍 속의 동화(KBS) - 웨이 선생 (위민지)
- 처키의 신부(KBS)
- 콜리야(SBS) - 콜리야 (안드레이 샬리몬)
- 크로우3(KBS)
- 키스 더 걸(SBS)
- 타인의 취향(KBS)
- 트리플 엑스(KBS) - 조던(라일라 아시에리)
- 파 프롬 헤븐(KBS)
- 하와이, 오슬로(KBS) - 마그네
- 홍번구(KBS)

### 방송
- 불만제로 (MBC) - 내레이션
- 엑소시스트 (tvN) - 내레이션

### 외화
- 로스트(KBS) - 클레어 (에밀리 더 래빈) / 월터(말콤 데이비드 켈리)
- 로즈 레드(KBS) - 씨씨
- 리포터즈(KBS) - 나디아
- 벤허(KBS) - 에스더(에밀리 반캠프)

### 라디오 방송
- 환타지 특급 - 드래곤 라자(KBS 라디오) - 레니
- KBS 무대 10년(눈부신 5월의 햇살 속으로)(KBS 제2라디오)
- KBS 무대 10년(끝은 희망)(KBS 제2라디오)
- KBS 무대 10년(반달 송편)(KBS 제2라디오)
- 연속낭독(올 댓 클래식) (KBS 제3라디오)

### 게임
- 두근두근 메모리얼 - 키요카와 노조미
- 진 삼국무쌍 2 - 소교
- 사이퍼즈 - 쫓는 빛의 클레어 / 소공녀 마를렌
- 리그 오브 레전드 - 뽀삐(리메이크)

## 노래
- 어둠의 협주곡, Voice in the Dark - 피치피치핏치 퓨어(대원방송(애니원), (챔프)송정희 성우와 합창으로 부른 블랙뷰티시스터즈 테마곡(우리말)